# 수지 에이미스
수지 에이미스(Suzy Amis, 1962년 1월 5일 ~ )는 미국의 배우이다.

## 출연 작품
- 타이타닉
- 파이어 스톰